# Siemensdamm (metrostation)
Siemensdamm is een station van de metro van Berlijn in het Berlijnse stadsdeel Siemensstadt. Het metrostation bevindt zich onder het plein waar de Nonnendammallee, de Siemensdamm en de Popitzweg samenkomen. Station Siemensdamm werd geopend op 1 oktober 1980 en is onderdeel van lijn U7. De Siemensdamm en het stadsdeel Siemensstadt danken hun naam aan Werner von Siemens, oprichter van het elektronicaconcern Siemens, waarvan zich in de omgeving een aantal fabrieken bevindt.
Station Siemensdamm werd ontworpen door de architecten Ralf Schüler en Ursulina Witte en wijkt daarmee af van de andere Berlijnse metrostations uit deze periode, die vrijwel alle van de hand van Rainer Rümmler zijn. In ronde lijsten op de wanden zijn afbeeldingen aangebracht die de geschiedenis van Siemens in beeld brengen. Het oorspronkelijke ontwerp vertoonde met kaal gelaten beton en rode en blauwe wandelementen overeenkomsten met metrostation Schloßstraße, dat eveneens van de hand van Schüler & Witte is. In 2003 onderging station Siemensdamm echter een renovatie, waarbij de wanddecoratie, met uitzondering van de ronde afbeeldingen, werd verwijderd en de wanden groen geschilderd werden. Ook de oude stationsborden verdwenen van de muren, hoewel ze door een vergelijkbaar ontwerp werden vervangen. Een bijzonderheid is dat station Siemensdamm (net als station Pankstraße) in noodsituaties kan fungeren als schuilkelder voor 4500 personen.
Station Siemensdamm heeft eilandperron dat via een trappenhuis in het midden is verbonden met een tussenverdieping, vanwaar uitgangen leiden naar alle zijden van het bovenliggende plein. Het station is vooralsnog alleen toegankelijk via trappen en roltrappen, maar moet uiteindelijk zoals alle Berlijnse metrostations over een lift beschikken. Volgens de prioriteitenlijst van de Berlijnse Senaat zal de inbouw van een lift inog voor 2010 plaatsvinden.
Ruim honderd meter ten oosten van station Siemensdamm kruist de U7 de Siemensbahn, maar men creëerde hier geen overstapmogelijkheid tussen metro en S-Bahn. Het dichtstbijzijnde S-Bahnstation op de lijn, Wernerwerk, bevond zich dan ook verder naar het zuiden. Een echt overstapstation zou er hoe dan ook nooit hebben kunnen komen, aangezien de dienst op Siemensbahn een maand voor de opening van de verlenging van de U7 naar Siemensstadt definitief werd gestaakt. In station Jungfernheide, gelegen op hetzelfde deel van de U7, ontstond bij de heropening van de eveneens in september 1980 gesloten Ringbahn alsnog een overstap op de S-Bahn.